# 3628 Božněmcová
3628 Božněmcová è un asteroide della fascia principale. Scoperto nel 1979, presenta un'orbita caratterizzata da un semiasse maggiore pari a 2,5393875 UA e da un'eccentricità di 0,2981021, inclinata di 6,88434° rispetto all'eclittica.
L'asteroide è dedicato alla scrittrice ceca Božena Němcová.